# Forcepia arenosa
Forcepia arenosa är en svampdjursart som beskrevs av Jörn Hentschel 1911. Forcepia arenosa ingår i släktet Forcepia och familjen Coelosphaeridae. Inga underarter finns listade i Catalogue of Life.